# Bractwo Zakonne Himavanti
Bractwo Zakonne Himavanti (Święte Bractwa Zakonne Himawanti) – nowy ruch religijny w Polsce założony przez Ryszarda Matuszewskiego. W 2002 Bractwo liczyło około 600 członków, a w warsztatach organizowanych przez ruch uczestniczyło nieregularnie kilka tysięcy osób. Ruch został założony w 1983. W 1996 Bractwo ubiegało się o zarejestrowanie jako związek wyznaniowy, jednak Ministerstwo Spraw Wewnętrznych i Administracji odrzuciło wniosek. Bractwo Himavanti nie posiada osobowości prawnej w Polsce.

## Wierzenia
Bractwo przypisuje jodze najważniejsze miejsce w duchowości człowieka. Według Bractwa wszystkie religie opierają się na jodze, jednak część z nich nie mówi o tym wprost. Joga ma doprowadzić człowieka do zjednoczenia z bogiem. Joginami mieli być: Jezus Chrystus, biblijni prorocy i Mahomet. Członkowie ruchu wierzą w reinkarnację. Kolejne wcielenie Jezusa i wcielenia niektórych świętych żyją nadal. Franciszek z Asyżu to jedno z wcieleń Kuthumi Lal Singha, twórcy jogicznej szkoły buddyzmu tybetańskiego.

## Kontrowersje
Katolickie ośrodki zajmujące się zwalczaniem sekt uważają Bractwo Himavanti za antykatolicką sektę; media wymieniają ją jako sektę destrukcyjną. Niektórzy zaliczają je do organizacji terrorystycznych.
Byli członkowie Bractwa, którzy z niego odeszli, twierdzą, że niejednokrotnie byli przez Matuszewskiego zastraszani. W 2003 miał miejsce nagłośniony przypadek porwania i napaści oraz gróźb karalnych kierowanych ze strony Ryszarda Matuszewskiego wobec byłej członkini bractwa.
Założyciel Bractwa, Ryszard Matuszewski, został w grudniu 1999 skazany przez sąd na karę pozbawienia wolności w zawieszeniu za to, że w sierpniu 1996 groził zdetonowaniem bomby na terenie klasztoru na Jasnej Górze dnia 15 sierpnia 1996. W 2002 Bractwo Zakonne Himavanti zapowiedziało zamach na Jana Pawła II oraz pojawienie się polskiego Usamy ibn Ladina. Matuszewski słał obraźliwe listy z pogróżkami do przedstawicieli wymiaru sprawiedliwości oraz hierarchów Kościoła katolickiego. W grudniu 1997 sąd skazał Matuszewskiego na półtora roku więzienia w zawieszeniu na trzy lata, za grożenie wysadzeniem klasztoru na Jasnej Górze. W czerwcu 1999 aresztowano Matuszewskiego za napisanie kolejnych listów z pogróżkami. W grudniu 1999 sąd umorzył postępowanie, ale skierował Matuszewskiego na leczenie w szpitalu psychiatrycznym. Lider Bractwa opuścił szpital 15 sierpnia 2001.
W 2001, po założeniu przez redaktorów czasopisma „Fakty i Mity” partii politycznej (o nazwie Antyklerykalna Partia Postępu „Racja”), członkowie Bractwa Zakonnego Himavanti zostali członkami zgromadzenia. Lider Bractwa, Ryszard „Mohan” Matuszewski, był przewodniczącym partii na województwo śląskie. Po konflikcie pomiędzy redaktorem naczelnym „Faktów i Mitów” Romanem Kotlińskim a Bractwem wykluczono Matuszewskiego z partii.
W październiku 2012 gazeta „Rzeczpospolita” zarzuciła kandydatowi na wiceszefa Agencji Bezpieczeństwa Wewnętrznego Kazimierzowi Mordaszewskiemu przynależność do Bractwa.